# Guarnição Militar de Haninge
Guarnição Militar de Haninge (em sueco:  Haninge garnison) é a designação do conjunto das atividades militares baseadas em Berga e Muskö, no município de Haninge.

Compreende - entre outros - a 4.ª Flotilha de Combate Naval, o Regimento Anfíbio de Estocolmo, a Base Naval de Berga e a Base Naval de Muskö.